# ギンリョウソウ
ギンリョウソウ（銀竜草、学名:Monotropastrum humile）はツツジ科ギンリョウソウ属の多年草。腐生植物としてはもっとも有名なものの一つ。別名ユウレイタケ。
古い新エングラー体系ではイチヤクソウ科に、クロンキスト体系ではシャクジョウソウ科に分類されていた。

## 特徴
森林の林床に生え、周囲の樹木と外菌根を形成して共生する菌類とモノトロポイド菌根を形成し、そこから栄養を得て生活する。つまり、直接的には菌類に寄生し、間接的には菌類と共生する樹木が光合成により作り出している有機物を、菌経由で得て生活している。古くは周囲の腐葉土から栄養を得ていると思われていて、そのように書いてある著作も多いが、腐葉土から有機物を得る能力はない。
地下に短い地下茎と太く絡まりあった根から成る塊があり、花が咲く以外にはその姿は地上では見られない。4-8月ごろに地下から花茎を伸ばし、最大約15cmほどまで伸びる。色素はなく全体が透けた白色だが、花が咲くと柱頭は紺色である。茎には鱗片状の葉を多数つける。
花茎は多数が集まって出る。枝分かれせず、先端に一輪の花をつける。花は横からややうつむきに咲き、全体は円筒形。先端がやや広がる。やはり白だが、若干赤みを帯びることもある。花の先端からは雄蘂と雌蘂の先端が見える。雌蘂の先端は円形でやや平たく、青みを帯びるのが際立って見える。マルハナバチなどが訪花して受粉に与る。花期が終わると地上の植物体は黒く変色し、液果をつける。モリチャバネゴキブリとは相利共生の関係にあり、果肉を提供する代わりに種子を散布する

## 分布と生育環境
日本全土に分布し、山地のやや湿り気のある場所に生育する。世界では、千島列島、樺太、朝鮮半島、中国、台湾、インドシナ、ビルマ、ヒマラヤに広く分布する。
針葉樹林や広葉樹林のしめった腐植に生える。ベニタケ属、チチタケ属の数多くの種に寄生し、間接的につながる植物も多種類にわたる。

## 分類、類似種など
本種はギンリョウソウ属の唯一の種として扱われてきた。ただし2022年に同属の新種としてキリシマギンリョウソウ M. kirishimense が記載された。この種は花が赤みを帯び、萼片が花に密着すること、地下では根が周囲と土と一体の塊を形成することなどで本種と異なっている。
似た種にギンリョウソウモドキがある。ギンリョウソウモドキは同じ科のシャクジョウソウ属シャクジョウソウに近く、花期が秋にずれ、果実は蒴果である。

## ギャラリー
- ギンリョウソウ（2007.5）
- 花の先端に雄蕊と柱頭が見える
- 変色する前の果実